# Bergelmir (maan)
Bergelmir of S/2004 S 15 is een natuurlijke satelliet van Saturnus. De maan werd ontdekt door Scott S. Sheppard, David C. Jewitt, Jan Kleyna en Brian G. Marsden. De maan is ongeveer 6 kilometer in diameter en draait om Saturnus met een gemiddelde afstand van 19,336 Gm in 1005,76 dagen. De maan is vernoemd naar Bergelmir.